# 谷省吾
谷 省吾（たに せいご、1921年9月21日 - 2011年11月5日）は、日本の神道学者。皇學館大学学長を歴任。鈴木重胤と皇学研究の第一人者。垂加神道の研究にも従事した。

## 略歴
- 1921年 - 大阪府大阪市に生まれる
- 1941年3月 - 浪速高等学校高等科を卒業
- 1943年9月 - 東京帝國大學文学部を卒業
- 1943年10月 - 海軍予備学生として海軍兵学校に入学
- 1944年5月 - 海軍少尉
- 1944年8月 - 正八位
- 1945年3月 - 海軍中尉
- 1945年9月 - 従七位
- 1947年1月 - 宣真高等女学校教諭（2月まで）
- 1950年10月 - 大阪府立阿倍野高等学校教諭（1953年4月まで）
- 1956年4月 - 帝塚山学園中学校教諭
- 1961年4月 - 帝塚山短期大学教授
- 1962年4月 - 皇學館大學再興と同時に、文学部教授に就任。帝塚山短期大学兼任教授（1978年3月まで）。
- 1988年4月 - 皇學館大学学長に就任
- 1994年3月 - 皇學館大学を退職
- 1994年6月 - 皇學館大学名誉教授
- 1994年11月 - 勲三等瑞宝章受章
- 2011年11月5日 - 三重県伊勢市の病院にて肺炎の為に死去[1]。90歳没。

## 著書

### 単著
- 『橿の実 : 鈴木重胤の研究』1953
- 『石のひゞき』日本教育協議会出版部、1962
- 『日本の琴線』私家版、1963
- 『鈴木重胤先生 : 人と心』鈴木重胤先生百年祭記念会、1963
- 『神道と生活』私家版、1966
- 『鈴木重胤の研究』神道史学会、1968
- 『神道原論』皇學館大学出版部、1971
- 『真実の回復』皇學館大学出版部、1973
- 『平田篤胤の著述目録 : 研究と覆刻』皇學館大學出版部、1976
- 『“神職"の立場』皇學館大学出版部、1979
- 『神々の山』古川書店、1983
- 『祭祀と思想 : 神道の祈り』国書刊行会、1985
- 『林崎文庫と皇學館』皇學館大学出版部、1987
- 『神を祭る』皇學館大学出版部、1989
- 『門松に祈る』古川書店、1989
- 『教育と教師』皇學館大学出版部、1990
- 『列聖の御伝統』皇學館大学出版部、1991
- 『物を見る目 : 学生・市民に語る学長の講話集』歴史研究会文化講演刊行会、1994
- 『思想史の探究』皇學館大学出版部、1994
- 『神道・自然・皇學館』谷省吾先生退職記念神道学論文集編集委員会、1996
- 『神道 : その探究への歩み』国書刊行会、1997
- 『垂加神道の成立と展開』国書刊行会、2001

### 共編
- 『賀茂別雷神社三手文庫今井似閑書籍奉納目録』皇學館大学神道研究所、1984
- 『神道大系　神社編2　総記中』神道大系編纂会、1988
- 『林崎文庫・塩竈神社村井古巌奉納書目録 上』皇學館大学神道研究所、1994
- 『林崎文庫・鹽竈神社村井古巖奉納書目録 中』皇學館大学神道研究所、1995
- 『林崎文庫・鹽竈神社村井古巖奉納書目録 下 1』皇學館大学神道研究所、1999
- 『林崎文庫・鹽竈神社村井古巖奉納書目録 下 2』皇學館大学神道研究所、2000
- 『鈴木重胤紀行文集 1』皇學館大学神道研究所、2003
- 『鈴木重胤紀行文集 2』皇學館大学神道研究所、2006
- 『鈴木重胤紀行文集 3』皇學館大学神道研究所、2009

## 脚註
1. ↑  訃報：谷省吾さん 90歳=元皇學館大学長、神道学 毎日新聞（中部版） 2011年11月8日閲覧